# Саша Б'єланович
Саша Б'єланович (хорв. Saša Bjelanović, нар. 11 червня 1979, Задар) — хорватський футболіст, що грав на позиції нападника. По завершенні ігрової кар'єри — спортивний функціонер.

## Клубна кар'єра
Народився 11 червня 1979 року в місті Задар. Вихованець футбольної школи клубу «Задар». Дорослу футбольну кар'єру розпочав 1996 року в основній команді того ж клубу, в якій провів три сезони, взявши участь у 76 матчах чемпіонату, в яких забив 18 голів. Цим Б'єланович зацікавив головного гранда країни клуб «Динамо» (Загреб), куди й перейшов влітку 1999 року, але закріпитись не зумів, провівши лише 1 матч у чемпіонаті, тому сезон догравав у менш титулованій «Пулі», після якої два сезони грав за «Вартекс», забивши 12 і 15 голів відповідно двічі поспіль ставав найкращим бомбардиром команди і входив до списку кращих голеадорів чемпіонату (7 і 2 місце).
31 травня 2002 року Б'єланович став гравцем «Комо». Дебютував у Серії А 14 вересня 2002 року в матчі проти «Емполі» (0-2), а 8 грудня забив і перший гол у Серії А, встановивши остаточний рахунок у грі проти «Модени» (1:1). Загалом до кінця року провів за клуб 15 ігор і забив 2 голи, а у січні перейшов на правах оренди в інший клуб Серії А «К'єво», де і дограв сезон, забивши ще 4 голи.
16 липня 2003 року Б'єланович був відданий в короткострокову оренду в «Перуджу», якій мав допомогти виграти літній турнір Кубок Інтертото 2003. Після того як йому це вдалося і команда кваліфікувалась до Кубка УЄФА, 30 серпня Б'єланович був проданий у клуб Серії Б «Дженоа». Відіграв за генуезький клуб наступний сезон своєї ігрової кар'єри. Більшість часу, проведеного у складі «Дженоа», був основним гравцем атакувальної ланки команди і за 41 матч забив 12 голів у чемпіонаті, але команда стала лише 16-ю.
Протягом сезону 2004/05 років на правах оренди захищав кольори «Лечче», провівши у Серії 22 гри і забивши 5 голів, після цього влітку 2005 року уклав контракт з «Асколі», у складі якого провів наступні два роки своєї кар'єри гравця. Граючи у складі «Асколі» також здебільшого виходив на поле в основному складі команди.
21 червня 2007 року, після того як «Асколі» вилетіло із Серії А, Саша разом із партнером по команді Паоло Дзанетті став гравцем «Торіно», де провів наступний сезон, а з 2008 року два сезони захищав кольори клубу Серії Б «Віченца». Тренерським штабом нового клубу також розглядався як гравець «основи».
23 червня 2010 року за 250 000 євро перейшов у румунський «ЧФР Клуж», очолюваний італійцем Андреа Мандорліні. Вже 18 липня він виграв з новою командою Суперкубок Румунії, здолавши «Унірю» в серії пенальті, а хорват весь матч провів на полі увесь матч. Втім вже незабаром Мандорліні покинув клуб, а вже взимку і Б'єланович повернувся до Італії, догравши сезон у «Аталанта», після чого знову возз'єднався із Мандорліні, цього разу у «Вероні». Після того програв з командою плей-оф і не зумів вийти до Серії А, 3 вересня 2012 року, в останній день трансферного вікна у Румунії, він повернувся в «ЧФР Клуж», де провів ще один рік.
19 серпня 2013 року на правах вільного агента Б'єланович підписав однорічний контракт з «Варезе» і за сезон 2013/14 забив 4 голи в 22 матчах Серії Б, врятувавши команду від пониження у класі після перемоги у плей-аут.
Завершував професійну ігрову кар'єру у клубах третього італійського дивізіону «Мессіна» та «Порденоне», за які виступав протягом сезону 2014/15 років.

## Виступи за збірні
15 квітня 1997 року дебютував у складі юнацької збірної Хорватії (U-18) в товариській грі. У складі юнацької збірної Хорватії до 20 років поїхав на молодіжний чемпіонат світу 1999 року в Нігерії, який був дебютним для хорватської «молодіжки». Саша на тому турнірі зіграв один матч проти Казахстану (5:1), в якому забив гол, а збірна дійшла до 1/8 фіналу.
2001 року залучався до складу молодіжної збірної Хорватії, з якою брав участь у невдалому відборі на молодіжне Євро-2002, в тому числі зігравши в обох матчах програного плей-оф проти Чехії (1:1, 0:0).
9 лютого 2005 року провів свій єдиний матч у складі національної збірної Хорватії, вийшовши на заміну замість Едуардо да Сілви у товариській грі проти Ізраїлю (3:3). Через місяць він був викликаний на матчі відбору на чемпіонат світу 2006 року проти Ісландії та Мальти, але на поле у складі «картатих» більше так і не виходив.

## Кар'єра функціонера
У серпні 2015 року Б'єланович очолив скаутський відділ «Хайдука».
У листопаді 2015 року він отримав диплом спортивного директора у Федеральному технічному центрі Коверчано.
7 вересня 2017 року Б'єланович успішно склав іспит курсу тренерської категорії УЄФА, яка дає змогу тренувати молодіжні команди та команди до Леги Про (третій дивізіон), а також бути другим тренером у клубах Серії А та Б.
25 травня 2018 року він стає новим спортивним директором «Хайдука».
| Дата     | Місто    | Господарі | Результат | Гості    | Турнір           | Голи | Примітки |
| -------- | -------- | --------- | --------- | -------- | ---------------- | ---- | -------- |
| 9-2-2005 | Єрусалим | Ізраїль   | 3 – 3     | Хорватія | товариський матч | -    | 77'      |
| Усього   |          | Матчів    | 1         |          | Голів            | 0    |          |

## Титули і досягнення
- Володар Кубка Інтертото (1):

«Перуджа»: 2003
- Володар Суперкубка Румунії (1):

«ЧФР Клуж»: 2010